# Kyle Onstott
Kyle Elihu Onstott (* 12. Januar 1887 in Du Quoin, Illinois; † 1. Juni 1966 in San Francisco, Kalifornien) war ein US-amerikanischer Schriftsteller.

## Leben
Onstott stammte aus einfachen Verhältnissen. Sein Vater war Donald Morrison Onstott, seine Mutter Barbara Pyle Onstott und er hatte noch eine ältere Schwester. Als sein Vater Anfang 1900 starb, verließ Onstott zusammen mit Mutter und Schwester Illinois und ging nach Kalifornien. Er ließ sich am Stadtrand von San Francisco nieder und verdiente seinen Lebensunterhalt als Hundezüchter und gelegentlich als Preisrichter bei Hunde-Shows.
Später heiratete er Peggy Wages und adoptierte den Sohn seiner Ehefrau. Zusammen mit seinem Stiefsohn Philip begann er Ratgeber zur Hundezucht zu veröffentlichen. Durch den zumindest regionalen Erfolg wurde Onstott angespornt, sich auch an literarischen Werken zu versuchen. Für seinen ersten Roman erfand er für seine Protagonisten die Plantage Falconhurst in den Südstaaten, die mittels Sklaven bewirtschaftet wurde. Dieser Erstling wurde ein großer Erfolg, dass Onstott noch weitere Bände folgen ließ. 
Kyle Onstott starb am 1. Juni 1966 in San Francisco und fand dort auch seine letzte Ruhestätte.

## Werke (Auswahl)

### Sachbücher
- Your dog as a hobby. New York 1940.
- Beekeeping as a hobby. New York 1941.
- The art of breeding better dogs. New York 1946.
- The new art of breeding better dogs. New York 1962.

### Romane
- Falconhurst.

1. Mandingo. 1957.
Deutsch: Mandingo. Heyne, München 1975. ISBN 3-453-00541-4 (übersetzt von Kurt Wagenseil)
2. Drums. 1962.
3. Master of Falconhurst. 1964.
4. Falconhurst fancy. 1966. (zusammen mit Lance Horner)
Deutsch: Der Mandingo von Falconhurst. Heyne, München 1978. ISBN 3-453-00709-3 (übersetzt von Ernst Heyda).

## Verfilmungen
- 1974 Mandingo (nach seinem Roman Mandingo)
- 1976 Die Sklavenhölle der Mandingos. (nach seinen Roman Drums)